# Ekspedycja 12
Ekspedycja 12 była misją dwunastej stałej załogi Międzynarodowej Stacji Kosmicznej.
Amerykanin Gregory Olsen, który wystartował razem z załogą Ekspedycji 12, został trzecim kosmicznym turystą. Po 10 dniach pobytu w kosmosie powrócił na Ziemię 11 października 2005 na pokładzie Sojuza TMA-6 – razem z załogą Ekspedycji 11.

## Załoga
- William McArthur (4), Dowódca misji i pracownik naukowy ISS (Stany Zjednoczone)
- Walerij Iwanowicz Tokariew (2) Inżynier pokładowy ISS i dowódca Sojuza (Rosja)

(liczba w nawiasie oznacza liczbę lotów odbytych przez każdego z astronautów)
Załoga rezerwowa
- Jeffrey Williams (2), Dowódca misji i pracownik naukowy ISS (Stany Zjednoczone)
- Michaił Tiurin (2), Inżynier pokładowy ISS i dowódca Sojuza (Rosja)

## Parametry misji
- Perygeum: ? km
- Apogeum: ? km
- Inklinacja: ~51,6°
- Okres orbitalny: ? min

### Dokowanie do ISS
- Połączenie z ISS: 3 października 2005, 05:26:58 UTC[2]
- Odłączenie od ISS: 8 kwietnia 2006, 20:27:54 UTC[2]
- Łączny czas dokowania: 187 dni, 15 h, 56 s